# Governo Sonnino II
Il Governo Sonnino II è stato il quarantaseiesimo esecutivo del Regno d'Italia, il secondo guidato da Sidney Sonnino.  
Esso, nato in seguito alle dimissioni del governo precedente, è stato in carica dall'11 dicembre 1909 al 31 marzo 1910 (sebbene già dimissionario dal precedente 21 marzo), per un totale di 110 giorni, ovvero 3 mesi e 20 giorni. 

## Compagine di governo

### Appartenenza politica
| Partito | Partito          | Presidente | Ministri | Sottosegretari | Totale |
| ------- | ---------------- | ---------- | -------- | -------------- | ------ |
|         | Destra storica   | 1          | 9        | 11             | 21     |
|         | Sinistra storica | -          | 1        | 2              | 3      |

Con l’astensione del gruppo dei Costituzionali indipendenti.

### Situazione parlamentare
NOTA: Nonostante ormai le dinamiche parlamentari sulla fiducia (che venivano spesso attuate indirettamente e tramite vari ordini del giorno), avevano ormai portato ad una prassi di forte rilevanza stratificata e abbastanza consolidata dell’organo legislativo e della Monarchia parlamentare, con un’evidente evoluzione in senso democratico della responsabilità politica, essa fu ciononostante solo una convenzione costituzionale. Ufficialmente infatti, ai tempi del Regno d'Italia, poiché secondo lo Statuto Albertino il governo rispondeva concretamente al solo Re (il quale, dando egli stesso una prima fiducia al governo, aveva il potere di far resistere l’esecutivo ad un voto della Camera dei deputati, come alcune volte fece), il rapporto con il Parlamento in senso moderno non era pienamente obbligatorio (ed in tal senso vari sono stati i casi di formazione o sopravvivenza di un governo palesemente privo di tale supporto), pur diventato oramai fondamentale (e più affine alla forma moderna solo successivamente, specie con l’ascesa dei partiti di massa e con l’introduzione del sistema proporzionale). Per questo motivo, il grafico sottostante espone, secondo ricostruzioni e dichiarazioni, nonché secondo la composizione del governo ed anche secondo il voto effettivamente subìto, il supporto che questo ha ottenuto a fini puramente enciclopedici e storici, tenendo conto della facile mutevolezza delle forze politiche e del contesto storico-politico.
| Camera              | Collocazione | Partiti                                | Seggi     |
| ------------------- | ------------ | -------------------------------------- | --------- |
| Camera dei deputati | Maggioranza  | DEM (336), PLC (36)                    | 372 / 508 |
| Camera dei deputati | Astensione   | CI (10)                                | 10 / 508  |
| Camera dei deputati | Opposizione  | PR (45), PSI (41), PRI (24), UECI (16) | 126 / 508 |

## Composizione
| Carica                                | Titolare                              | Titolare                              | Titolare                                          | Sottosegretario                                                                                     |
| Presidenza del Consiglio dei ministri | Presidenza del Consiglio dei ministri | Presidenza del Consiglio dei ministri | Presidenza del Consiglio dei ministri             | Sottosegretario di Stato alla Presidenza del Consiglio                                              |
| ------------------------------------- | ------------------------------------- | ------------------------------------- | ------------------------------------------------- | --------------------------------------------------------------------------------------------------- |
| Presidente del Consiglio dei ministri |                                       |                                       | Sidney Sonnino (Destra storica)                   | Carica non assegnata                                                                                |
| Ministero                             | Ministri                              | Ministri                              | Ministri                                          | Sottosegretario                                                                                     |
| Affari Esteri                         |                                       |                                       | Francesco Guicciardini (Destra storica)           | Pietro Lanza di Scalea                                                                              |
| Agricoltura, Industria e Commercio    |                                       |                                       | Luigi Luzzatti (Destra storica)                   | Alfredo Codacci Pisanelli                                                                           |
| Lavori Pubblici                       |                                       |                                       | Giulio Rubini (Destra storica)                    | Giovanni Celesia di Vegliasco                                                                       |
| Interno                               |                                       |                                       | Sidney Sonnino (Destra storica)                   | Vincenzo Riccio                                                                                     |
| Pubblica Istruzione                   |                                       |                                       | Edoardo Daneo (Destra storica)                    | Alfonso Lucifero                                                                                    |
| Guerra                                |                                       |                                       | Paolo Spingardi (Indipendente)                    | Giuseppe Prudente                                                                                   |
| Marina                                |                                       |                                       | Giovanni Bettolo (Indipendente)                   | Pietro Chimienti                                                                                    |
| Finanze                               |                                       |                                       | Enrico Arlotta (Destra storica)                   | Enrico Carboni Boj                                                                                  |
| Grazia e Giustizia e Culti            |                                       |                                       | Vittorio Scialoja (Destra storica)                | Carlo Fabri                                                                                         |
| Poste e Telegrafi                     |                                       |                                       | Ugo di Sant'Onofrio del Castillo (Destra storica) | - Eugenio Maury di Morancez (dal 26 gennaio al 3 febbraio 1910) - Elio Morpurgo (dall’8 marzo 1910) |
| Tesoro                                |                                       |                                       | Antonio Salandra (Destra storica)                 | Edoardo Ottavi                                                                                      |

## Cronologia

### 1909
- 11 dicembre - Il governo giura dinnanzi al Re.

### 1910
- 12 febbraio - Sonnino si presenta alla Camera dei Deputati con un discorso in cui annuncia di voler effettuare numerose riforme: sovvenzioni marittime, istituzione di un Ministero delle Ferrovie, riordino della legislatura doganale, riforma del sistema tributario, revisione dell'assistenza ospedaliera e statalizzazione dell'istruzione elementare. I deputati gli concedono la fiducia parlamentare con 193 sì, 84 no e 10 astensioni.
- 18 marzo - Il Senato approva, in via definitiva, il disegno di legge sul Riordinamento delle Camere di commercio ed arti del Regno, già approvato dal Senato e poi, con modifiche, dalla Camera (legge 20 marzo 1910, n. 121).
- 20 marzo - Viene approvata la legge n. 144 che dichiara monumento nazionale la casa in cui morì a Pisa Giuseppe Mazzini.
- 21 marzo - Dopo aver preso atto della contrarietà della Camera al riordino sulle convenzioni marittime preparato dal Ministro della Marina Giovanni Bettolo (tra cui vi era anche Giovanni Giolitti), al fine di evitare che un voto possa pregiudicare la questione, il Presidente Sonnino annuncia le dimissioni del governo. Il Re dunque, accettatele, conferì l’incarico a Luigi Luzzatti.
- 31 marzo - Con il giuramento del nuovo esecutivo termina ufficialmente l’esperienza di governo.